# انجمن مهندسی متالورژی و مواد ایران
انجمن مهندسی متالورژی و مواد ایران (به انگلیسی: The Iranian Metallurgy and Materials Engineering Society)، یک سازمان ملی حرفه‌ای است که هدف اصلی آن کمک به پیش‌برد فناوری و علم مواد به‌طور گسترده و حوزه‌های وابسته به مهندسی مواد و مهندسی متالورژی و هم‌چنین زمینه‌های وابسته به‌طور خاص است. 

## تاریخچه
در اولین سمپوزیم متالورژی ایران که در سال ۱۳۷۰ در شهر اهواز و با حضور بیش از ۱۰۰۰ نفر از اساتید، متخصصان، صنعتگران و کارشناسان علم و مهندسی متالورژی و مواد ایران برگزار گردید، لزوم تشکیل یک انجمن فراگیر بنام "انجمن مهندسین متالورژی ایران" مطرح و در نشست‌های متعدد، مورد تأیید قرار گرفت.
اولین مجمع عمومی، در زمستان ۱۳۷۱ برگزار شد و اساسنامه، اهداف و مشی انجمن مورد تصویب قرار گرفت. پروانه تأسیس انجمن مهندسین متالورژی ایران پیرو تاییدیه جلسه مورخ ۱۳۷۲/۲/۱ کمیسیون انجمن‌های علمی ایران از سوی معاونت پژوهشی وزارت علوم، تحقیقات و فناوری و رئیس کمیسیون انجمن‌های علمی ایران صادر گردید. انجمن در تاریخ ۱۳۷۲/۲/۲۱ به ثبت رسید و رسماً فعالیت خود را آغاز کرد. هیئت مدیره هر دو سال یکبار توسط مجمع عمومی انتخاب می‌شوند و وظایف هدایت و راهبرد انجمن را بر عهده دارند .
در حال حاضر انجمن مهندسین متالورژی ایران دارای اعضاء حقیقی (شامل اساتید دانشگاه‌ها، مهندسان، متخصصان و کارشناسان صنعت، دانشجویان و ... ) و اعضاء حقوقی (شامل کارخانجات و شرکتهای تولیدی، خدماتی، صنعتی، تحقیقاتی، بازرگانی و ... ) می‌باشد.

## اعضای برجسته
- پرویز دوامی